# Boulevard de Courcelles
Pour les articles homonymes, voir Courcelles.
Le boulevard de Courcelles est une voie des 8e et 17e arrondissements de Paris.

## Situation et accès
Elle commence au 1, avenue de Villiers et au 3, place Prosper-Goubaux et se termine au 4, place des Ternes. Le côté des numéros impairs est dans le 8e arrondissement tandis que le côté des numéros pairs est dans le 17e. D'une longueur de 1 160 mètres et d'une largeur de 36 mètres, le boulevard de Courcelles est planté de platanes et longe le parc Monceau.
Quatre stations de métro se situent sur le boulevard de Courcelles :
- Ternes, ligne 2
- Courcelles, ligne 2
- Monceau, ligne 2
- Villiers, ligne 2 et ligne 3

## Origine du nom
Le boulevard doit son nom à la rue de Courcelles toute proche, qui le tient elle-même du fait qu'elle était la route qui conduisait directement au hameau de Courcelles.

## Historique
Anciennement, le boulevard de Courcelles est constitué de plusieurs rues renommées en 1864 :
- à l'extérieur de l'ancien mur d'octroi
  - le boulevard de Monceau, pour la partie située entre les actuelles avenue de Villiers et rue de Courcelles
  - boulevard de Courcelles, pour la partie située entre les actuelles rue de Courcelles et place des Ternes
- à l'intérieur de l'ancien mur d'octroi
  - le chemin de ronde de Courcelles, entre les actuelles rue de Courcelles et avenue de Wagram.

Plusieurs places sont situées sur le tracé du boulevard :
- en 1907, le carrefour du boulevard de Courcelles, de l'avenue de Villiers, de la rue du Rocher et de la rue de Constantinople a été dénommé « place Prosper-Goubaux » ;
- la partie comprise entre la rue Georges-Berger et la rue de Prony, a été dénommée « place de la République-Dominicaine » le 30 août 1958 ;
- le carrefour formé avec la rue de Courcelles et la rue de Chazelles a été dénommé « place de la République-de-l'Équateur » en 1971.

## Bâtiments remarquables et lieux de mémoire
- Au carrefour avec l'avenue de Villiers (place Prosper-Goubaux) se trouve la statue d'Henri Hecque.

### 22, boulevard de Courcelles

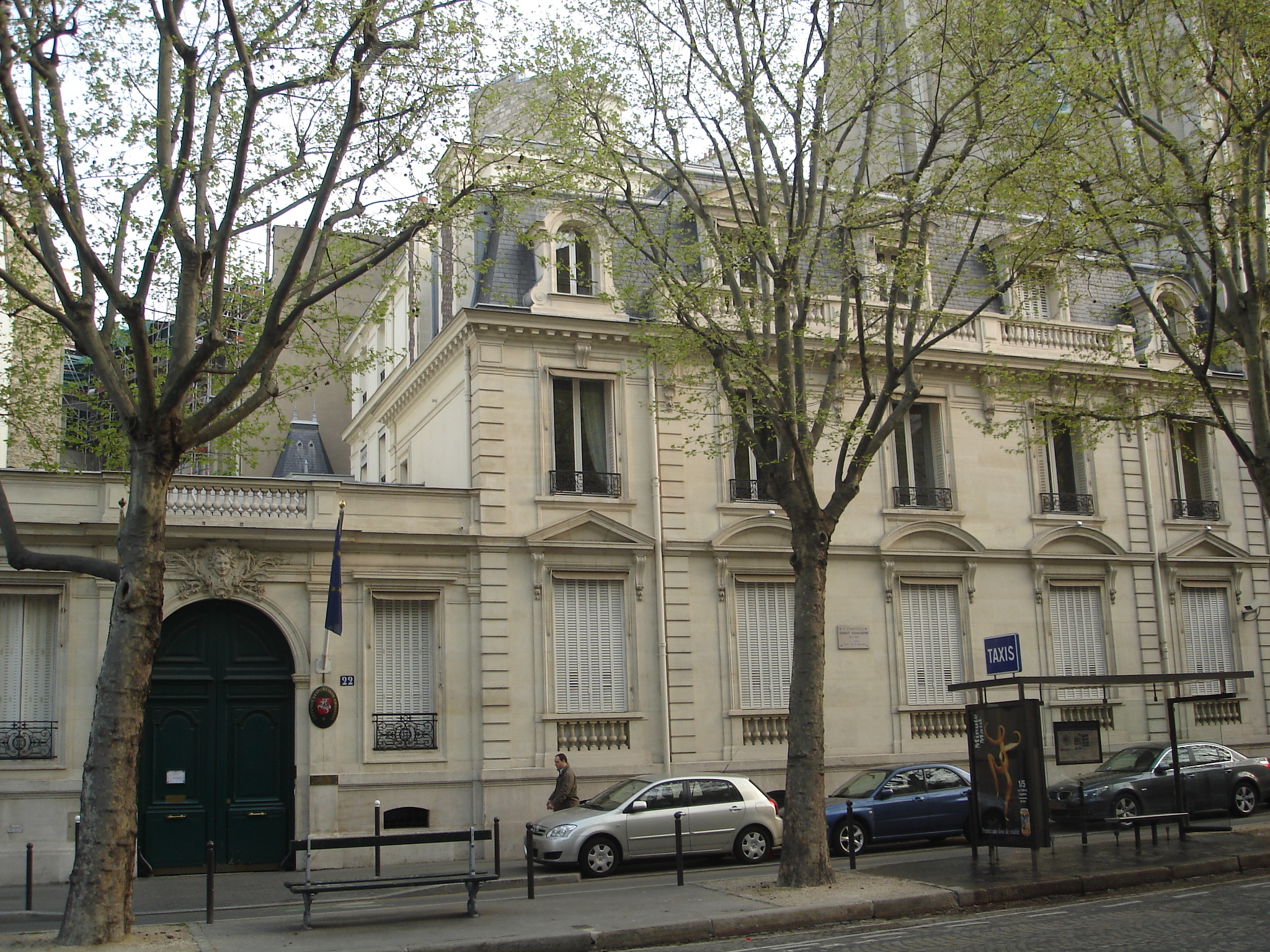
Vue générale de l'hôtel particulier du 22, boulevard de Courcelles.

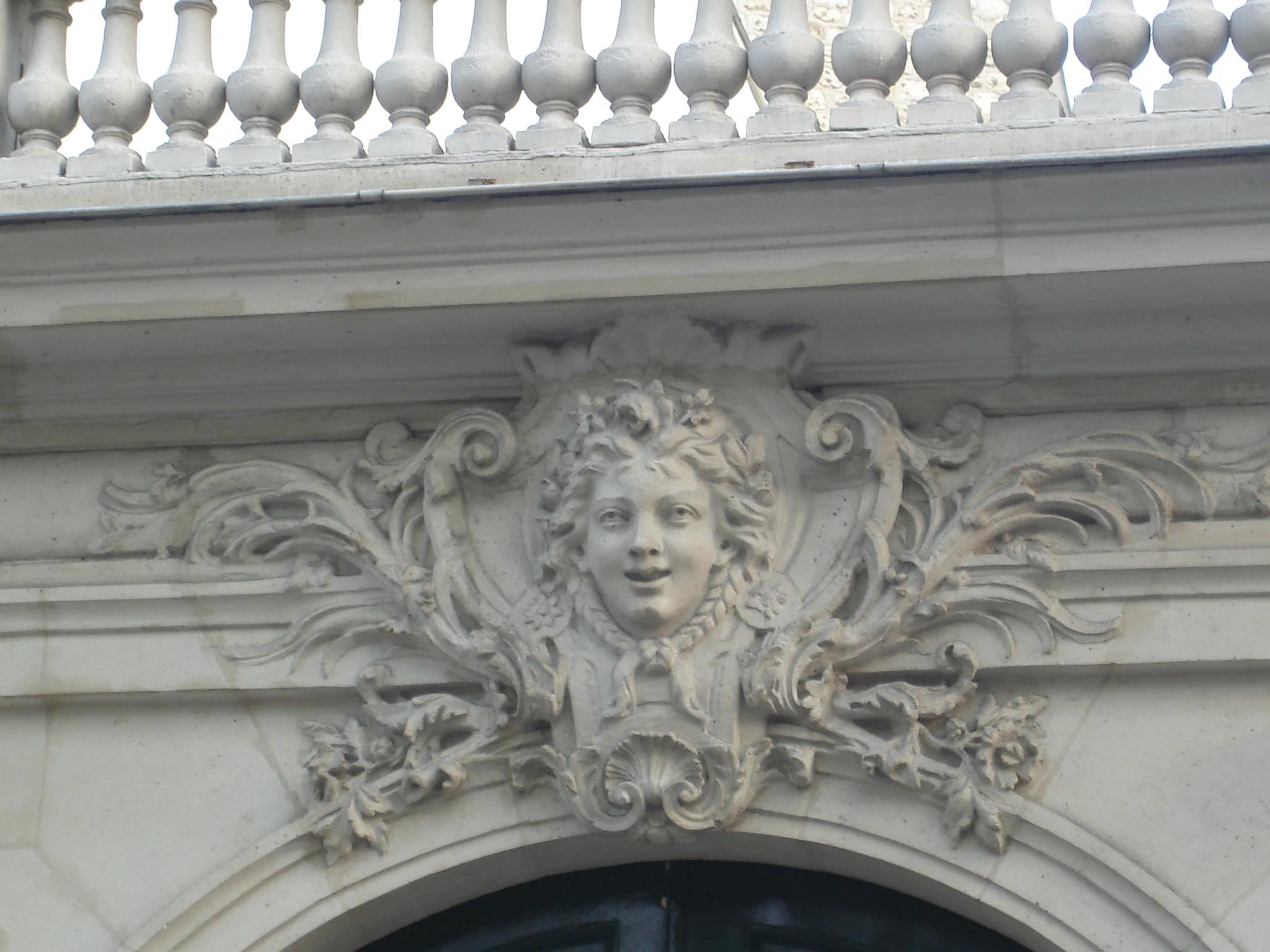
Mascaron au-dessus de la porte d'entrée de l'hôtel particulier.

Cet hôtel particulier fut celui du compositeur Ernest Chausson (1855-1899), de son épouse et leurs enfants, évoqué par Stéphane Mallarmé dans un de ses Loisirs de la Poste : « Arrête-toi, porteur, au son / Gémi par les violoncelles, / C'est chez Monsieur Ernest Chausson, / 22, Boulevard de Courcelles. » Il le fit décorer par les peintres Maurice Denis et Odilon Redon et dans son cabinet de travail, trônait un grand  portrait de la famille Chausson, peint par son ami Eugène Carrière.
Il abrite actuellement l'ambassade de Lituanie.
Quand la Lituanie recouvre son indépendance en 1990, elle fait des démarches, comme l'Estonie et la Lettonie, auprès de la Russie pour obtenir la restitution de sa légation à Paris. Devant le refus de la Russie invoquant divers arguments, la Lituanie porte l'affaire en justice, mais en 1994, la Cour d'appel de Paris se déclare incompétente, les locaux de l'ancienne légation étant occupé par l'agence de presse Ria-Novosty, bénéficiant de l'immunité diplomatique. La France réaffirme cependant que, d'un point de vue juridique, la situation est claire : « Les pays baltes n'ont jamais cessé d'être propriétaires de leurs immeubles respectifs. »
Afin d'agir en faveur d'un règlement de ce différend, la France met à disposition gracieuse des trois pays baltes des locaux situés 14, boulevard Montmartre (Paris 9e) pour abriter leurs ambassades. En 1999, la Lituanie s'installe dans de nouveaux locaux, boulevard de Courcelles. Cette solution n'est toutefois pas considérée comme mettant un terme au dossier juridique.
La France, dans un but de garder de bonnes relations diplomatiques aussi bien avec les pays baltes qu'avec la Russie, va mettre au point une négociation tripartite permettant de régler le conflit,.

### 34-36, boulevard de Courcelles: hôtel Lambert de Sainte-Croix

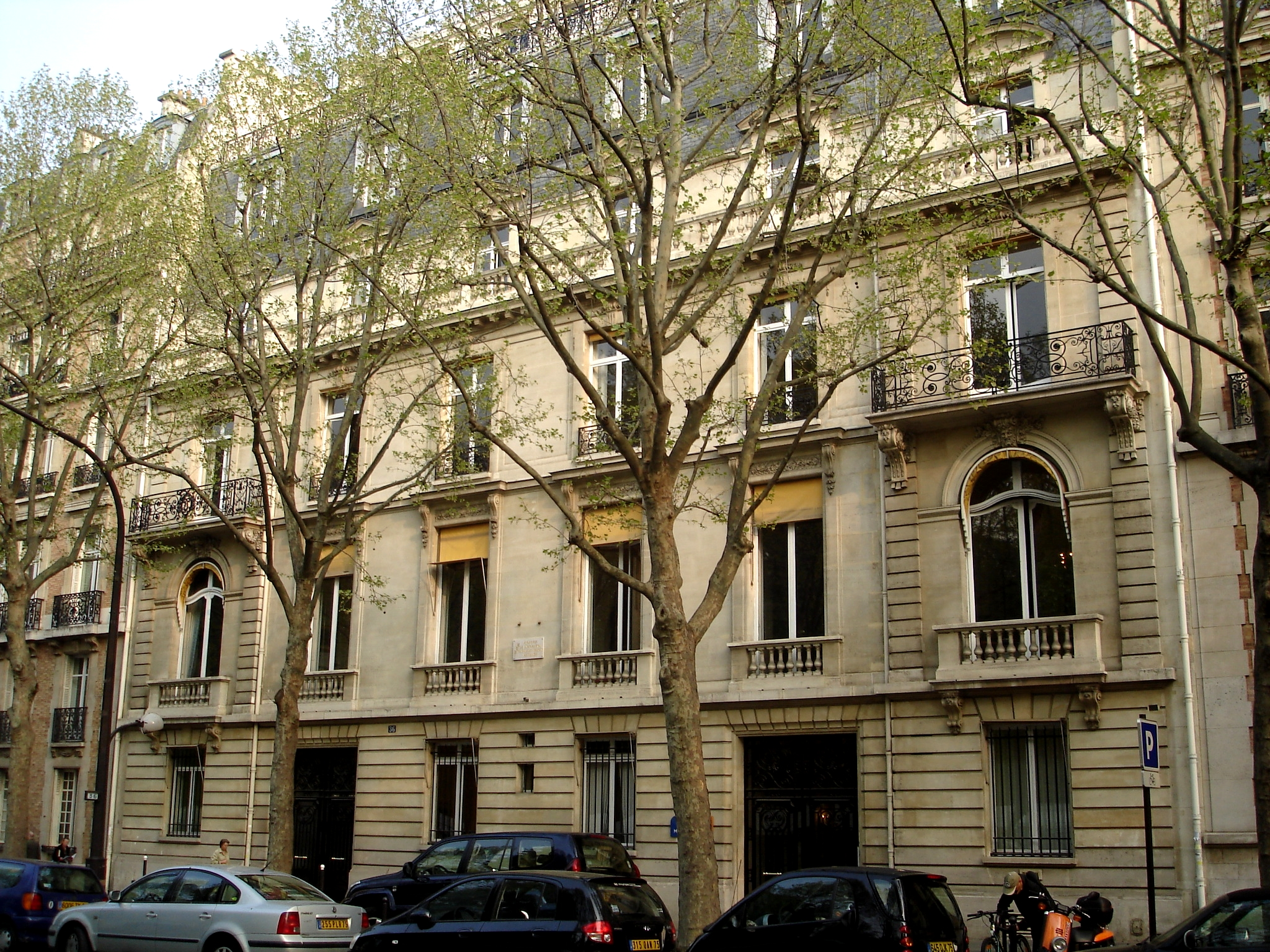
Vue générale de l'hôtel particulier du 34-36, boulevard de Courcelles.

« Grand ami de la famille d'Orléans, M. Lambert de Sainte-Croix avait fait construire, au 34, un hôtel qui fut ensuite occupé par l'ambassade du royaume d'Espagne. En 1905, quand le jeune roi Alphonse XIII vint à Paris, son représentant était M. Leon y Castillo, très attaché à la France et qui fut fait par le roi marquis del Muni. C'est devant cette ambassade que vint défiler en 1909, un cortège conduit par Édouard Vaillant, Jean Jaurès, Marcel Sembat, Charles Albert, pour protester contre la récente exécution du révolutionnaire espagnol Ferrer, coupable d'un complot contre la Couronne. La police ayant voulu s'opposer à la manifestation, celle-ci tourna en échauffourées, des bancs du boulevard furent incendiés. Un coup de feu tiré contre le préfet Lépine manqua sa cible mais vint tuer le malheureux agent cycliste Dufresne. La garde riposta en chargeant et les scènes de violence se multiplièrent. »

### 53, boulevard de Courcelles

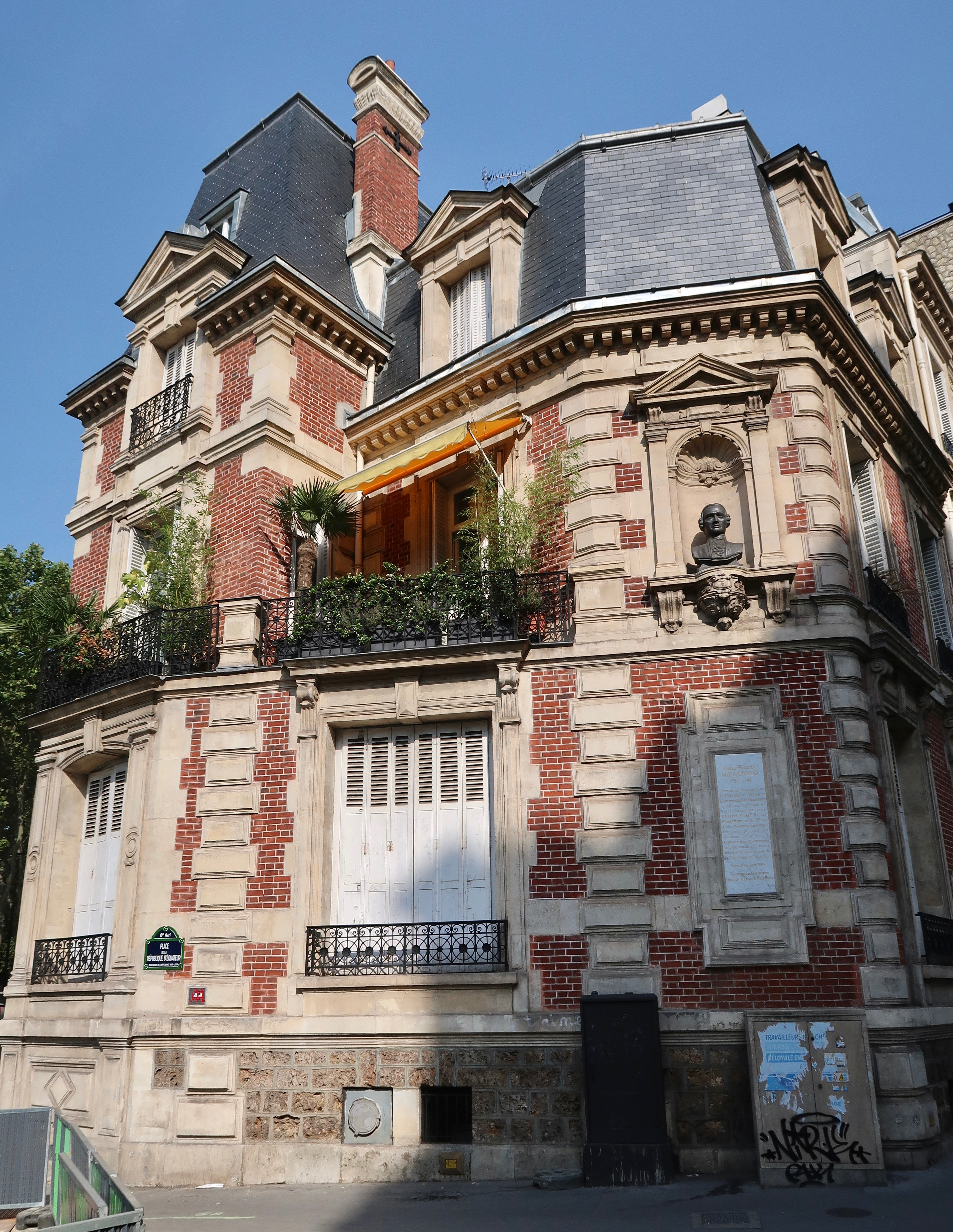
Vue générale de l'hôtel particulier du 53, boulevard de Courcelles.

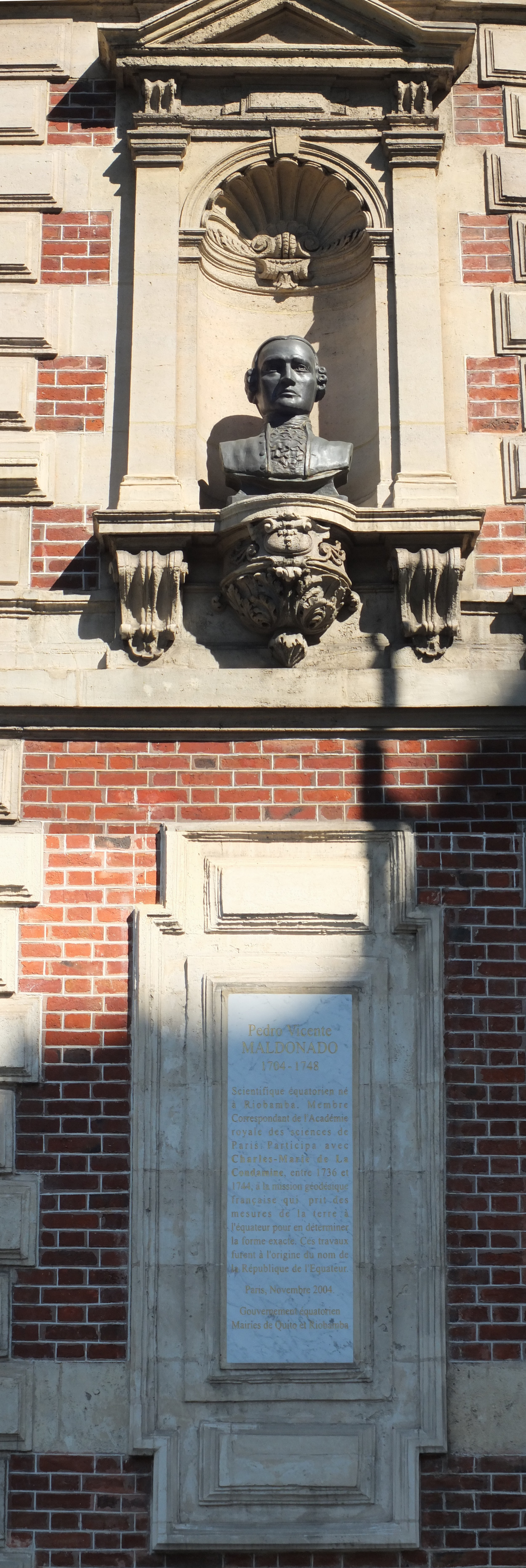
Buste de Pedro Vicente Maldonado et plaque commémorative.

Cet hôtel particulier de style néo-Louis XIII, en briques rouges et en pierres de taille, a été construit à l'intersection du boulevard de Courcelles et de la rue de Courcelles sur une parcelle triangulaire avec pan coupé sur la place de la République-de-l'Équateur. Le bâtiment présente trois façades, dont la plus longue, avec quatre travées et la porte d'entrée, donne sur le boulevard et la plus majestueuse sur la place. L'immeuble possède un étage d'habitation au-dessus du rez-de-chaussée, et est surélevé de combles. Sur la place, une des travées possède un étage de plus, ce qui donne l'impression d'une petite tour.
Sur la façade donnant sur la place, dans une niche en pierre, à arc plein cintre souligné d'un coquillage, surmontée d'un fronton triangulaire, a été installé le buste de Pedro Vicente Maldonado, célèbre scientifique équatorien du XVIIIe siècle.
En dessous, la plaque commémorative indique :
« Pedro Vicente Maldonado (1704-1748)
Scientifique équatorien, né à Riobamba.
Membre Correspondant de l'Académie royale des sciences de Paris.
Participa avec Charles Marie de La Condamine entre 1736 et 1744
à la mission géodésique française
qui prit des mesures de la terre à l'équateur pour en déterminer la forme exacte.
Ces travaux furent à l'origine du nom de la République de l'Équateur.
Paris, novembre 2004.
Gouvernement équatorien
Mairies de Quito et de Riobamba  »
L'hôtel a appartenu à la baronne de Rothschild qui l'a mis à la disposition du Pr Albert Robin (1847-1928), célèbre praticien, membre de l'Académie de médecine. En 1954, cette demeure était habitée par la comtesse Duhem.

### Autres bâtiments remarquables
- No 9 : lycée technologique La Plaine Monceau (Fénelon-Sup)[9].
- No 14 : immeuble de style Art nouveau, construit en 1913 par les architectes R. Gaillard et Georges Bourgoin. Dessus de porte sculpté représentant trois enfants nus avec vigne, supportant le balcon du premier étage par le sculpteur Aimé Octobre, qui fut premier grand prix de Rome.
- No 24 : hôtel particulier sur 2 niveaux, mascarons sur façade, balcon. La comédienne Hélène Chauvin y habita jusqu'en 1908[10],[11],[12].
- No 29 : immeuble Art nouveau réalisé par Xavier Schoellkopf. Ancien siège de l'ambassade de Guinée équatoriale en France.
- No 38 : mascaron représentant un homme avec casque à ailes et plumes.
- No 64 : balcon du second étage avec balustrade en pierre, supporté d'un côté par une tête de femme et de l'autre par une tête d'homme. La date de construction de l'immeuble, 1881, est gravée en dessous du balcon entrelacée par des initiales, que l'on peut supposer être celles de l'architecte.

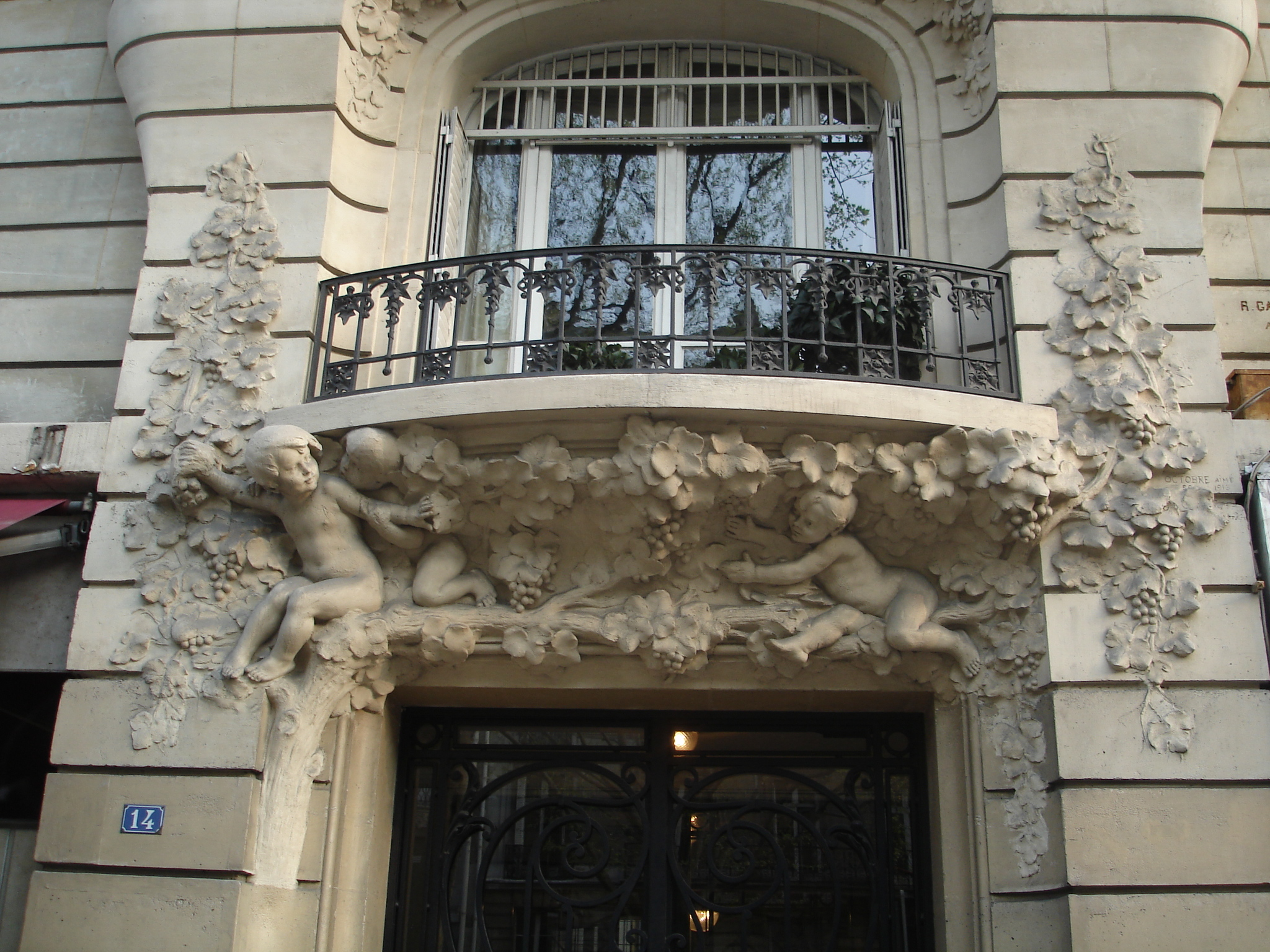
No 14 : dessus de porte sculpté.
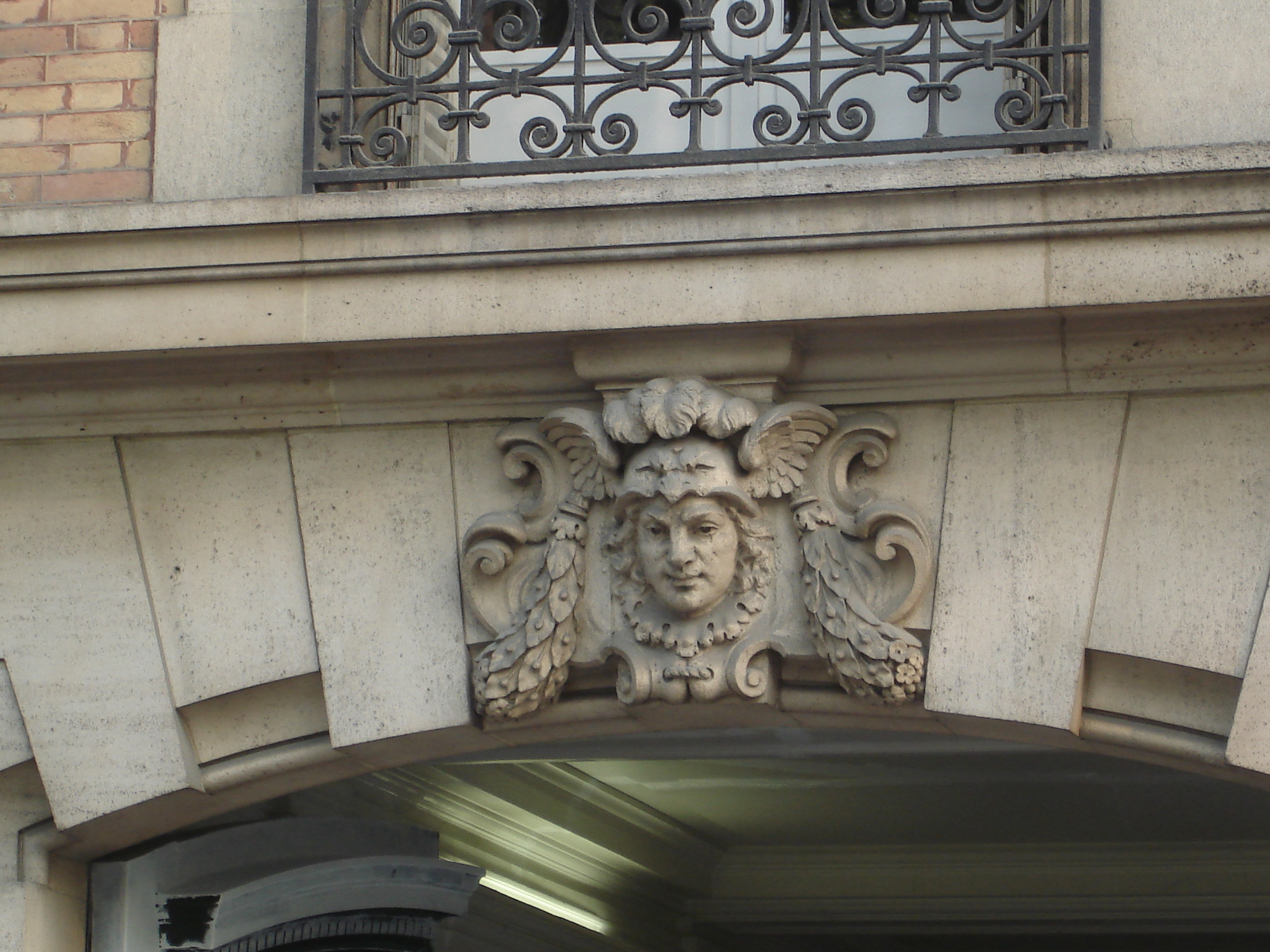
No 38 : mascaron au-dessus de la porte.
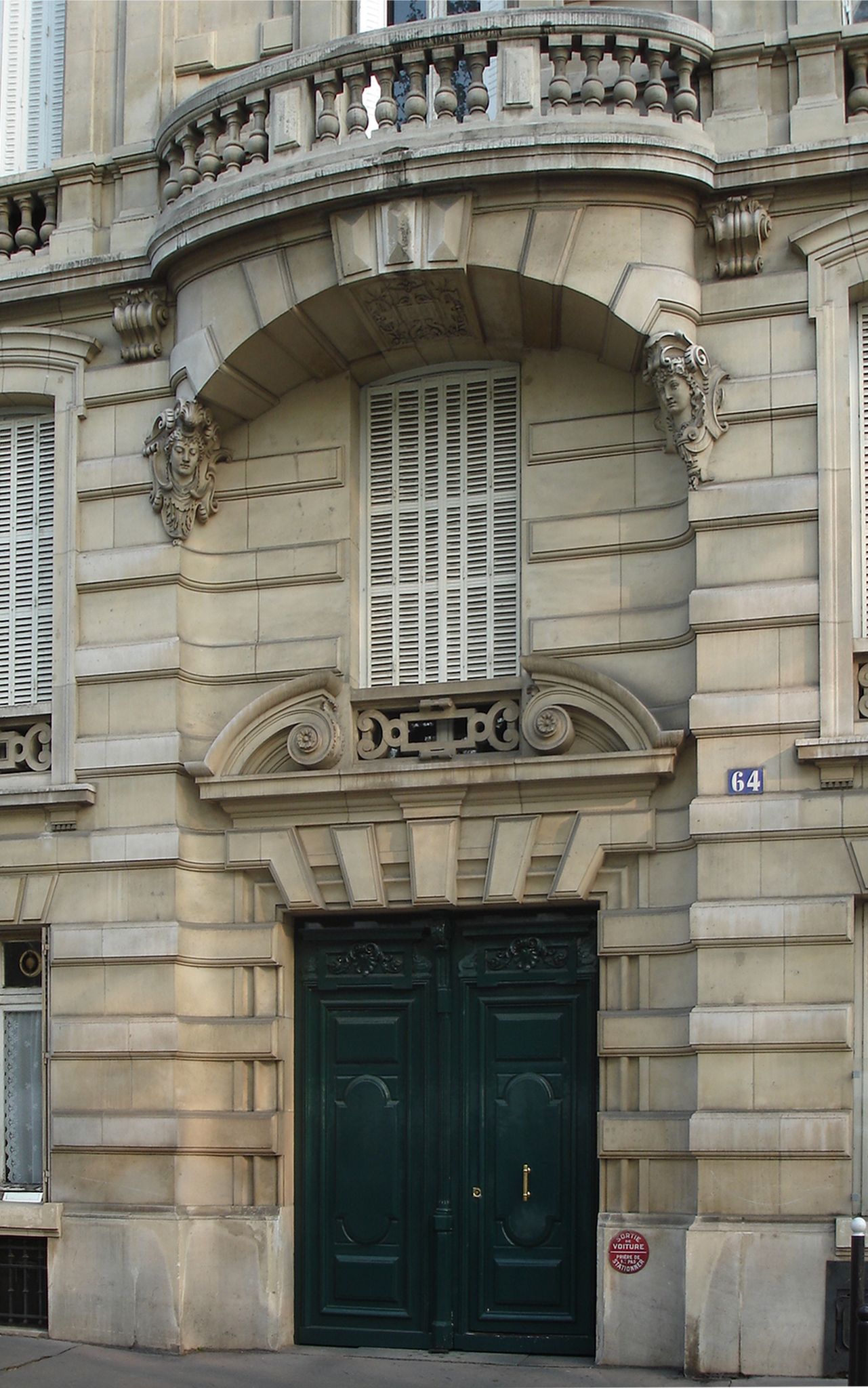
No 64 : balcon en pierre supporté par deux têtes.
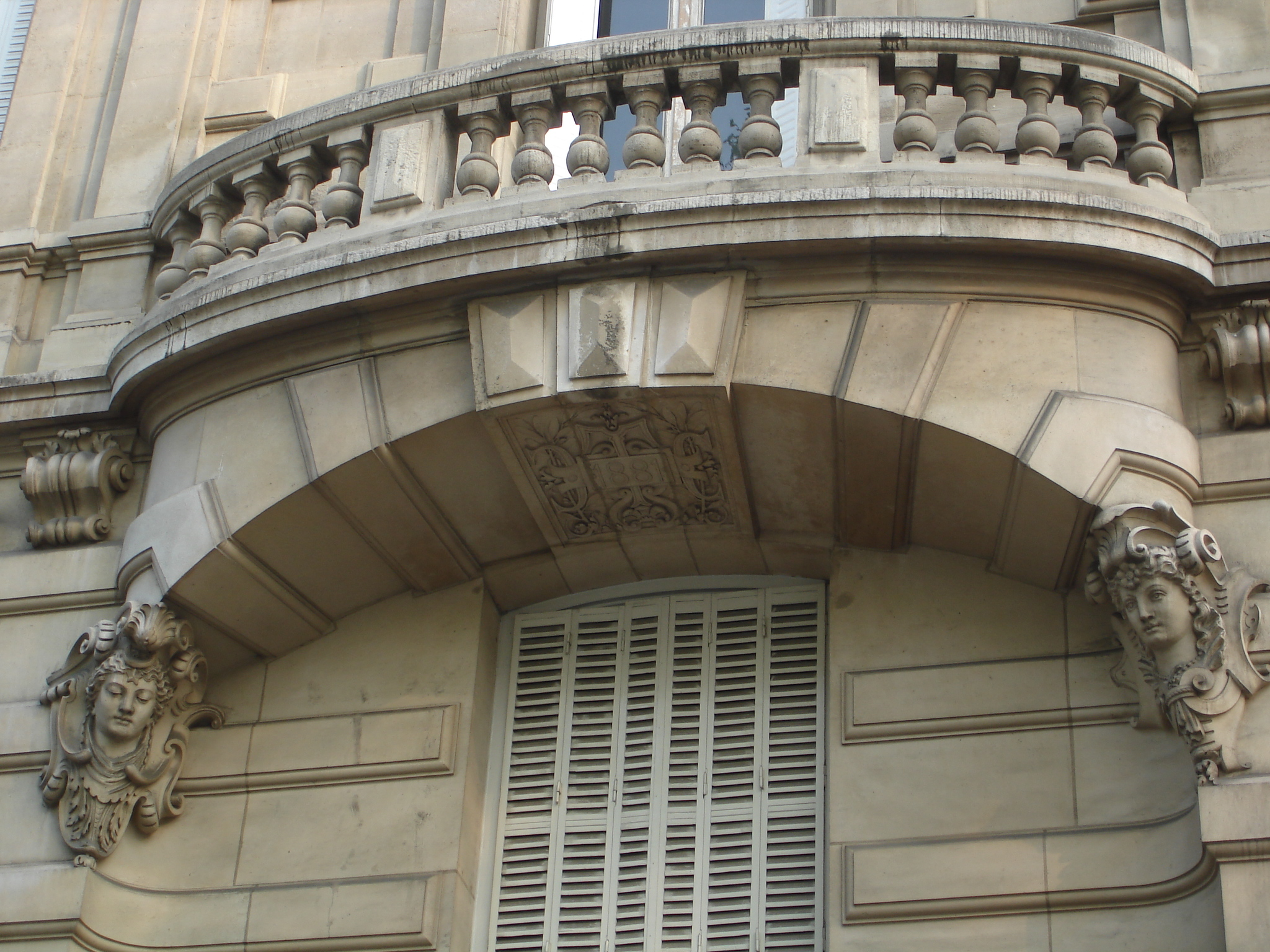
No 64 : détail du balcon, montrant la date de construction de l'immeuble.

- No 66 : balcon en pierre de taille supporté par deux corbeaux à tête de lion.
- No 68 : en 1907 y est installée la légation d'Argentine ; sa chancellerie est située au no 62 de la même voie[13].
- No 90 : immeuble construit en 1879 par les architectes F. Masson et E. Paloque. La porte de l'immeuble et la fenêtre du premier étage située au-dessus se trouvent dans un renfoncement à arche en plein cintre finement sculpté.
- No 92 : immeuble construit par les architectes F. Masson et E. Paloque en 1880-1881. Les sculptures sont de A. Leleu. Porte en bois sculptée avec des sphinx ailés de part et d'autre des poignées de porte. Le bas-relief au-dessus de la porte représente deux angelots tenant un écusson reposant sur une tête de lion.

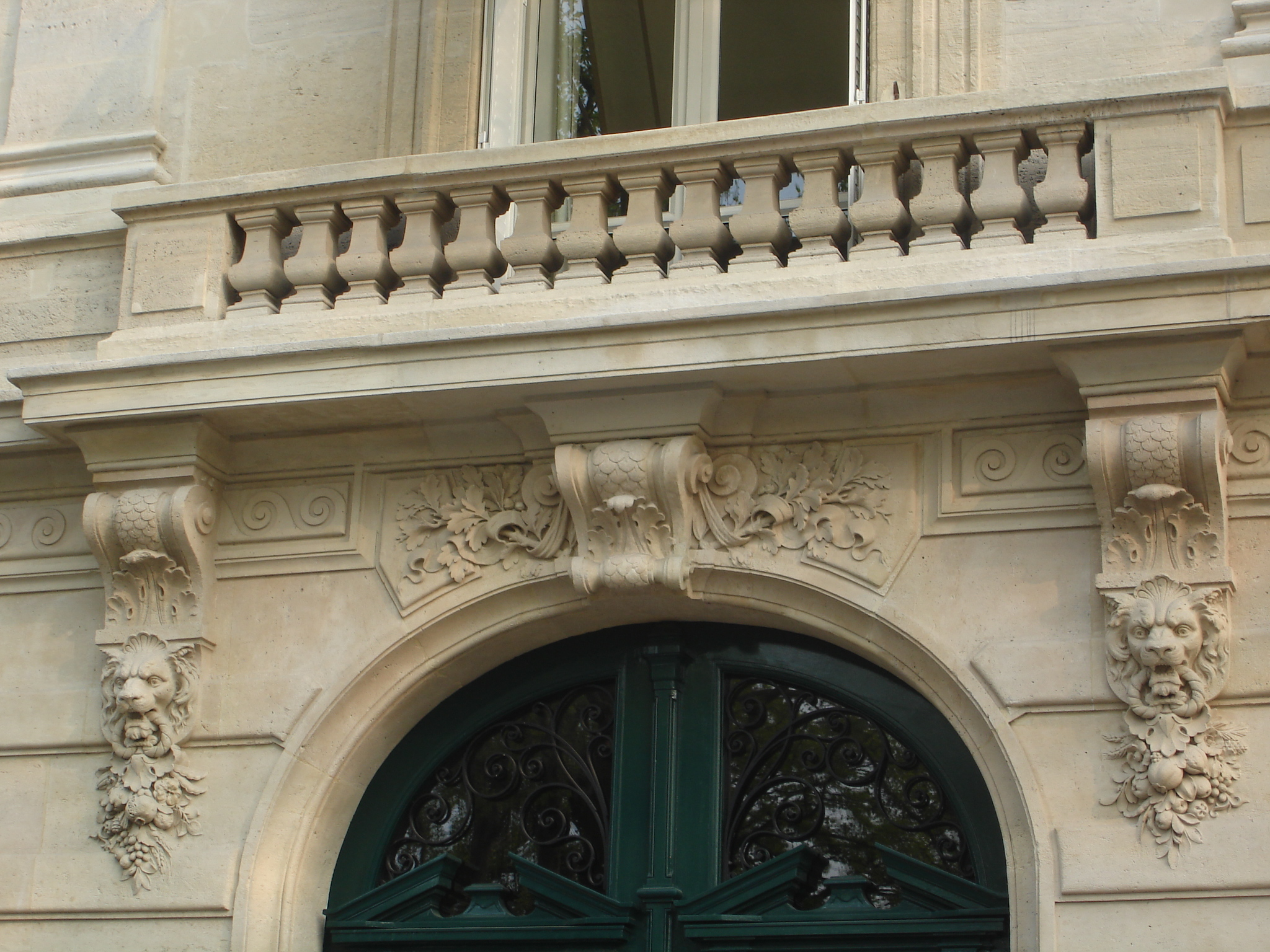
No 66 : balcon en pierre supporté par deux têtes de lion.
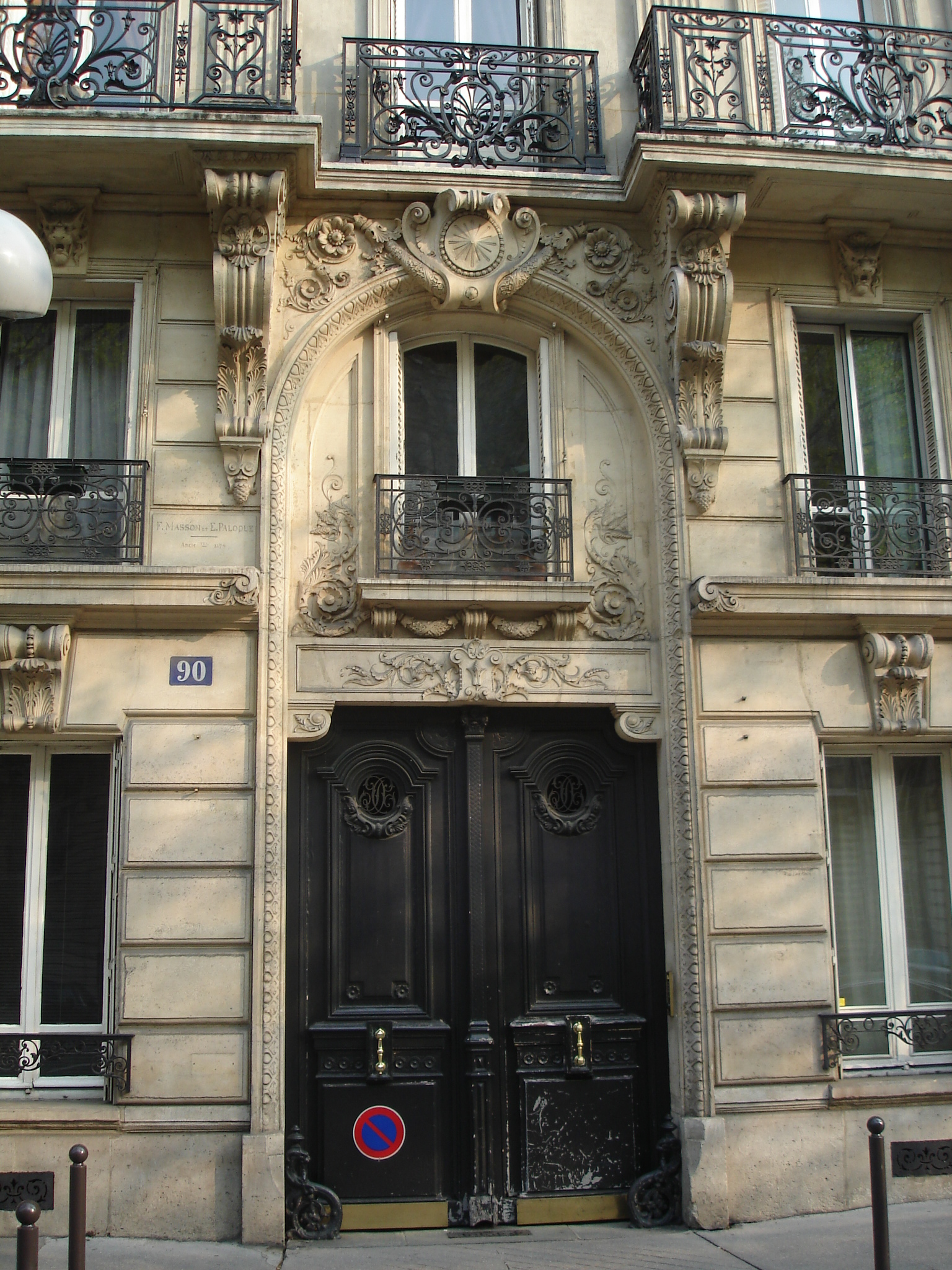
No 90 : encadrement de porte sculpté.
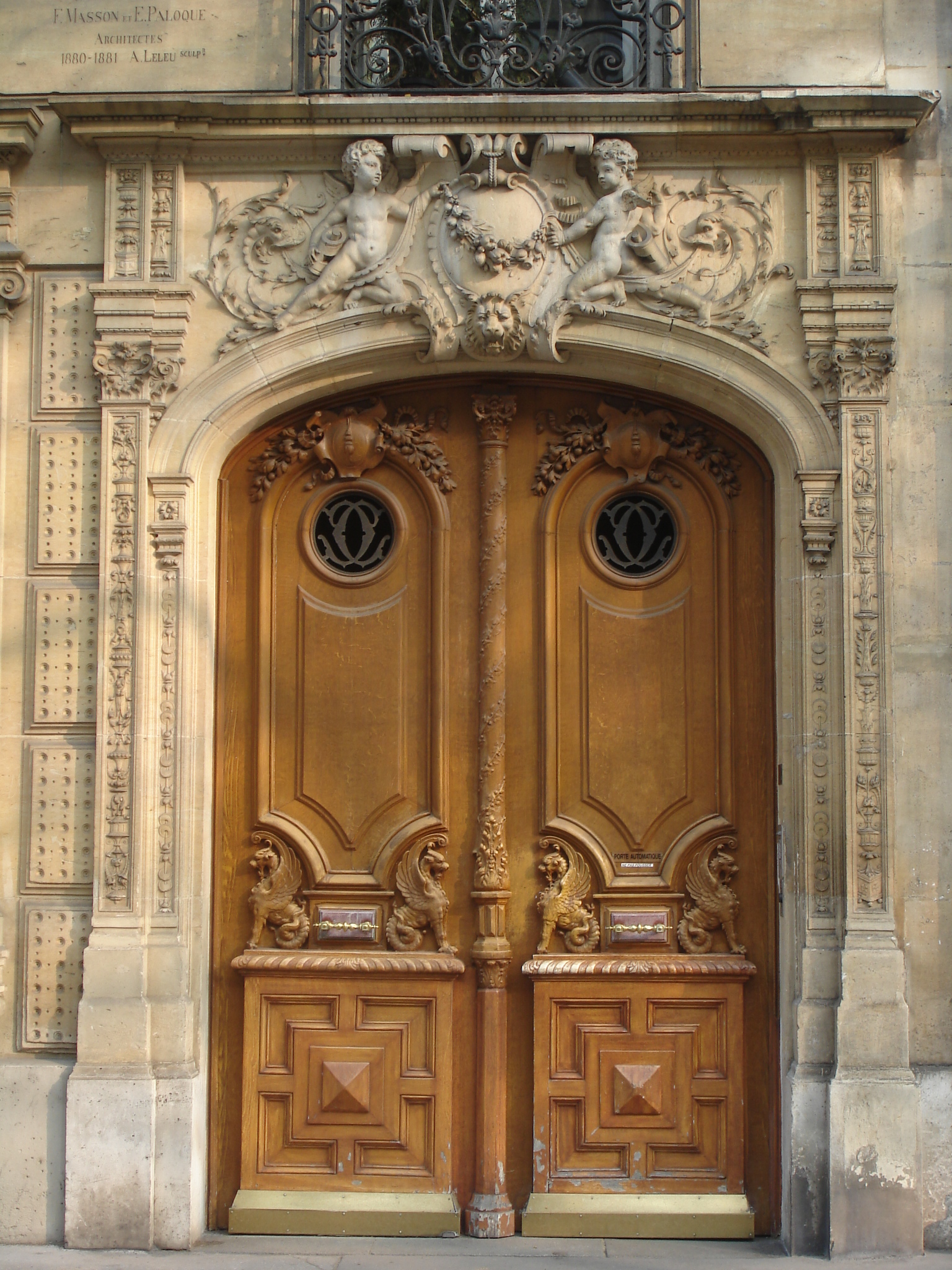
No 92 : porte en bois sculpté, avec sphinx ailés. Dessus de porte avec angelots.
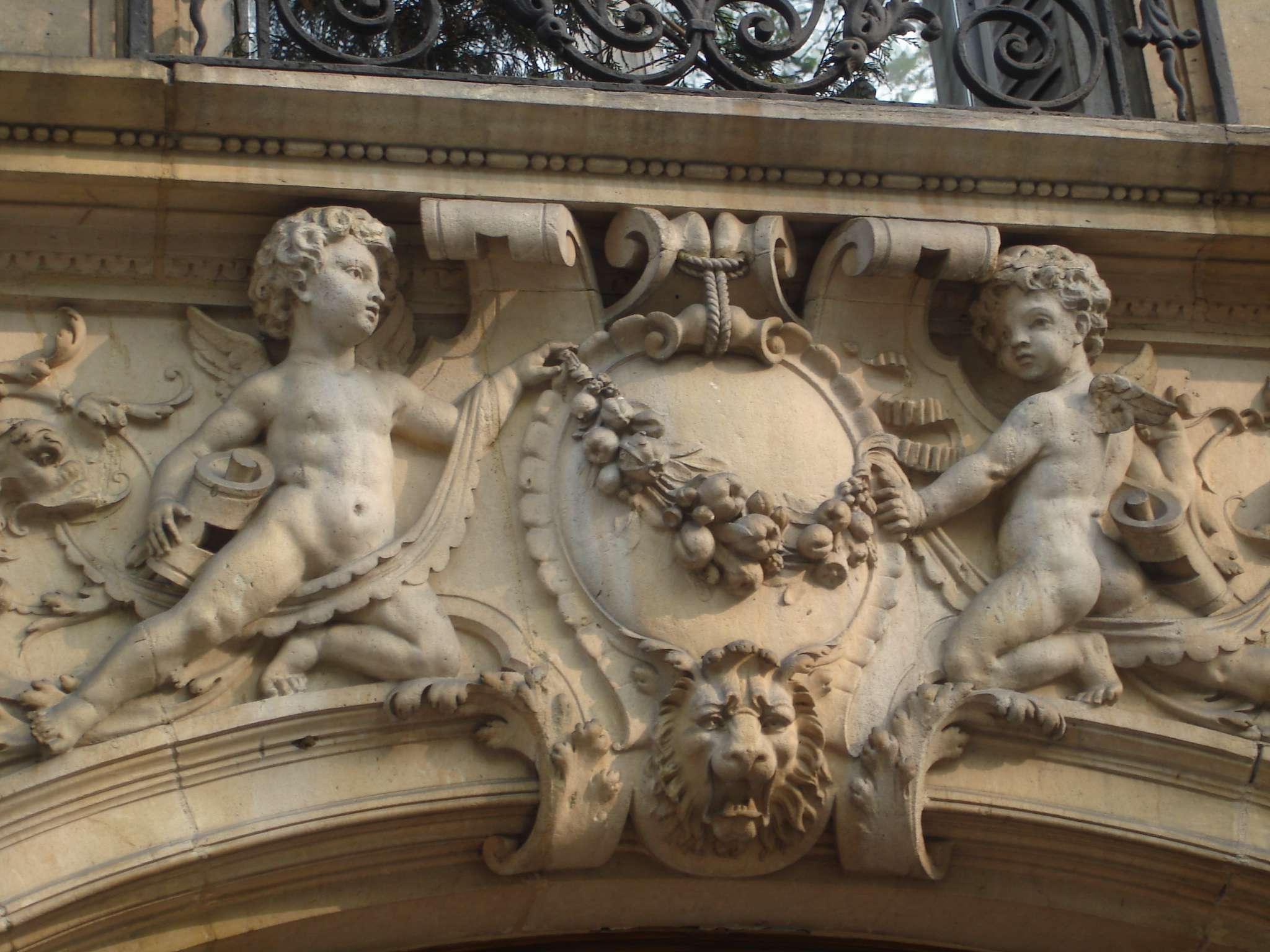
No 92 : dessus de porte sculpté avec angelots et écusson.

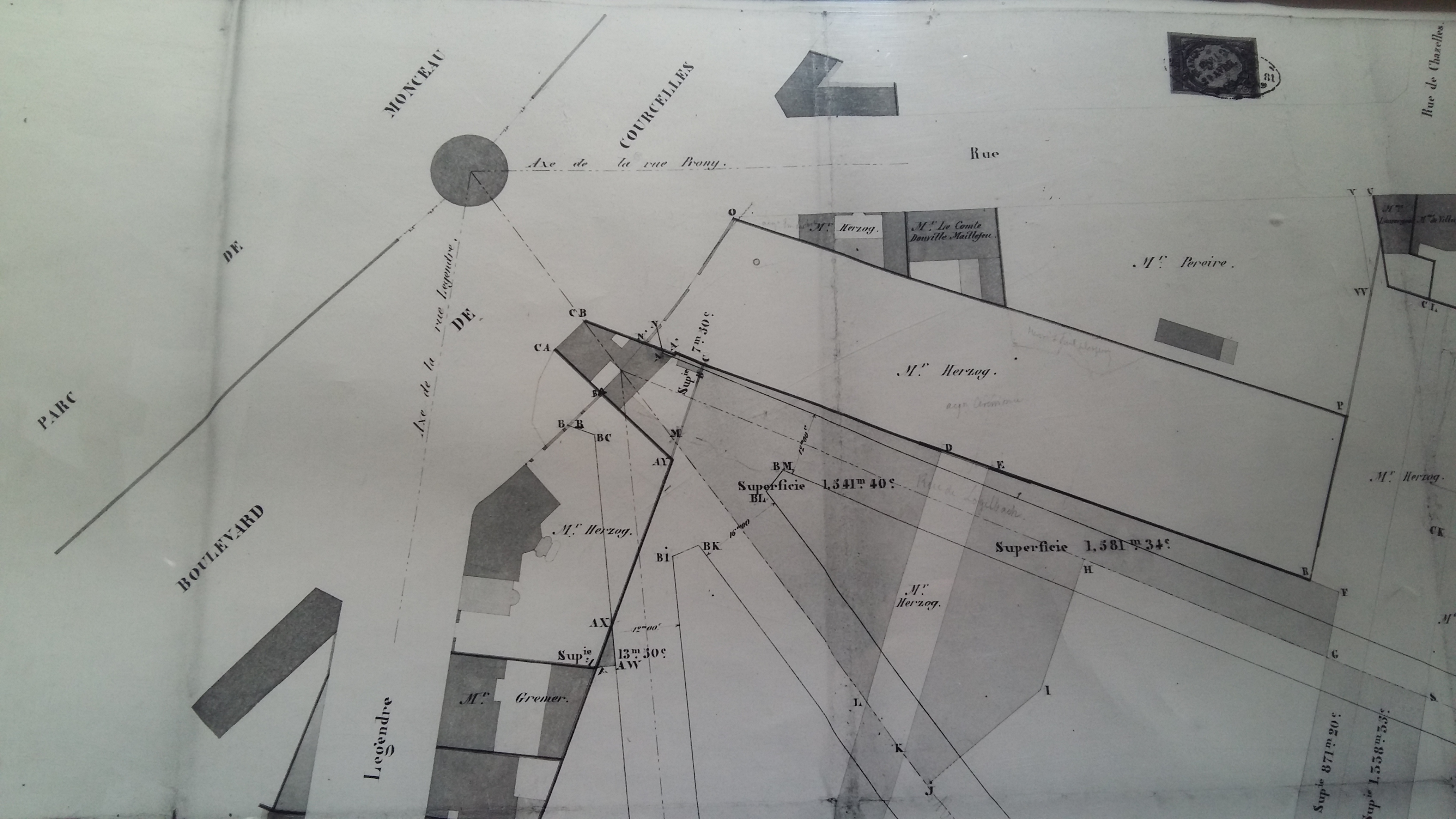

- No 98 : première boutique parisienne de J.M. Weston, ouverte depuis 1922[14].
- No 104 (et 2, rue Margueritte) : bel immeuble richement décoré situé à l’angle du boulevard et de la rue Margueritte, construit en 1898-1899 par l’architecte Édouard Mizard[15], signé en façade côté boulevard, primé au concours de façades de 1901[16]. Le musée Carnavalet conserve une vue du 104, boulevard de Courcelles avant la construction de l’immeuble [17]. En 1917, un « drame de la folie » s’y déroule, un militaire en permission y assassinant trois membres de sa famille[18].

Légation d'Haïti dans les années 1920.
- No 105 : immeuble de rapport construit en 1885 par l’architecte Édouard Mizard. L’écrivain Henri Barbusse y habite en 1908[16].

### Bâtiments détruits
- No 33 : ancien hôtel particulier construit à l'angle du parc Monceau pour Henri Pereire, fils d'Isaac Pereire. Devenu dans les années 1950 le Cité-Club universitaire[20].
- No 41 : « petit hôtel ancien » (en 1910)[21].
- No 48 : ancien hôtel particulier construit en 1871 par le banquier Édouard Dervieu, très lié financièrement à la famille du pacha d’Égypte sous le Second Empire. Associé au banquier Emile André (qui fut régent de la Banque de France) puis de la banque Oppenheim spécialisée dans les montages financiers de haute banque en Orient. Il fut un des promoteurs de l’union générale en 1878 et de l’Anglo-Universal Bank en 1880 ainsi que de la Banque commerciale et industrielle en 1888, banque qui deviendra le Crédit commercial et industriel. Il fit construire en 1869 une magnifique demeure en face de la rotonde du parc Monceau[22]. Il vendit cet hôtel particulier à l'industriel alsacien Antoine Herzog pour sa fille qui y vécut avec son mari le conseiller à la Cour de cassation Marie-Émile Fauconneau Dufresne (1835-1913) et leurs enfants, et cédé ensuite pour être démoli et remplacé par l'immeuble actuel du 1, rue Georges-Berger. Il s'agissait d'une maison sur la rue Legendre et sur le boulevard de Courcelles avec façade en forme légèrement circulaire, élevée sur sous-sol, rez-de-chaussée et deux étages d'une superficie de 250 m2 au sol avec conciergerie et jardin d'environ 1 500 m2 qui fut entamé par le percement de la rue de Thann. « Belle construction très solide en pierre de taille, moellons, briques, couverte en ardoises ; intérieur décoré et très soigné[23] », acheté par J.-B. Cottreau qui fit démolir la maison et construire l'immeuble actuel, qui fut ensuite vendu en 1912 à Jeanne de Rothschild (1874-1929), sœur cadette d'Henri de Rothschild et veuve en 1911 d'Abraham David Léonino (1867-1911)[21].
- No 50 : maison de rapport appartenant à l'industriel alsacien Antoine Herzog qui se situait en saillie par rapport au boulevard de Courcelles et qui fut démolie par son propriétaire lors du percement des rues de Thann, Phalsbourg et Logelbach et de la construction de l'immeuble actuel par la Compagnie des immeubles de la plaine Monceau dont Antoine Herzog fut le principal actionnaire et président.

### Habitants célèbres
- Georges Berthoulat (1859-1930), sénateur de Seine-et-Oise, directeur de La Liberté (no 62)[8].
- Gaston Arman de Caillavet (1869-1915), auteur dramatique (no 40)[24].
- Gaston Calmette (1858-1914), directeur du Figaro (no 72)[8].
- Hélène Chauvin , comédienne et courtisane (no 24) 1900-1908[10].
- Robert de Flers (1872-1927), auteur dramatique (no 70)[24].
- Marguerite Gilbert (1899-1992), chanteuse de music-hall (n°78) en 1938[25].
- Maurice Jeanson, ingénieur (no 68)[26]
- Désiré Real del Sarte, sculpteur, père du sculpteur Maxime Real del Sarte (no 88)[8].
- Henriette Roggers, artiste dramatique, pensionnaire de la Comédie-Française (no 47)[27].
- Victorien Sardou (1831-1908), auteur dramatique (no 64, rez-de-chaussée)[24].
- Madonna (été 1979), chanteuse et actrice (no 32, dernier étage), dans une chambre de bonne située au-dessus de l'appartement de Jean Claude Pellerin.

## Dans la fiction
- L'hôtel particulier de la famille Péricourt, dans le roman de Pierre Lemaitre Au revoir là-haut, se situe à l’angle de la rue de Prony et du boulevard de Courcelles[28].
- Dans le roman policier de Georges Simenon Un échec de Maigret l'hôtel particulier de la victime est situé, fictivement, à l'angle du boulevard de Courcelles[29] et de la rue de Prony.